# (36713) 2000 RV33
2000 RV33 (asteroide 36713) é um asteroide da cintura principal. Possui uma excentricidade de 0.12230120 e uma inclinação de 10.28190º.
Este asteroide foi descoberto no dia 1 de setembro de 2000 por LINEAR em Socorro.